# Villa Mirabello (Milano)
La villa Mirabello è una villa di Milano, posta nella zona settentrionale della città. Originariamente sita in aperta campagna, fra gli abitati di Greco e Niguarda, venne successivamente inglobata nell'area urbana a seguito dell'espansione edilizia. Da essa prende il nome il quartiere Mirabello.

## Storia
La villa fu costruita nel XV secolo come casa di caccia e di delizia; nel 1455 fu acquistata da Pigello Portinari, e in seguito cambiò numerosi proprietari, fra cui i Landriani. Dal Settecento funzionò come azienda agricola.
Nel 1916 venne restaurata da L. Perrone, e nel 1930 da Ambrogio Annoni, venendo anche ampliata con una nuova costruzione nello stesso stile. Infine divenne sede della Casa di lavoro e patronato per ciechi di guerra di Lombardia.

## Caratteristiche
Si tratta di una villa in stile rinascimentale lombardo, caratterizzato dalle tipiche finestre ogivali in cotto.
Di particolare interesse sono il piccolo cortile a loggiato e l'annessa cappella, che conserva tracce di antichi affreschi.